# Stowarzyszenie Piłkarskie Zawisza Bydgoszcz
Il Zawisza Bydgoszcz (nome ufficiale Stowarzyszenie Piłkarskie Zawisza Bydgoszcz) è una società calcistica polacca con sede nella città di Bydgoszcz. Il suo nome rende omaggio a un famoso cavaliere medioevale polacco, Zawisza il Nero.

## Storia
A seguito della vittoria della coppa nazionale nel 2014, ha potuto partecipare all'Europa League l'anno successivo.
È poi stata eliminata dallo Zulte Waregem al secondo turno.

## Palmarès

### Competizioni nazionali
- Coppa di Polonia: 1

2013-2014
- Supercoppa di Polonia: 1

2014
- Campionato polacco di seconda divisione: 3

1976-1977, 1978-1979, 2012-2013

### Altri piazzamenti
- Coppa di Polonia:

Semifinalista: 2015-2016